# Ophiogymna capensis
Ophiogymna capensis is een slangster uit de familie Ophiotrichidae. De wetenschappelijke naam van de soort werd als Ophiothrix capensis in 1869 gepubliceerd door Christian Frederik Lütken.